# 高橋英也
高橋 英也（たかはし ひでや、1998年4月17日 - ）は、島根県出雲市出身のフットサル選手。Fリーグ・ポルセイド浜田所属。ポジションはアラ。

## 来歴
Fリーグ2020-21シーズン開幕二節を消化した後にエルブランコ高知より加入
。
直後の10月17日、アグレミーナ浜松戦でFリーグ初出場初得点を記録。

## 所属チーム
- 高知県立大学ソフィア
- エルブランコ高知